# (27150) Annasante
(27150) Annasante est un astéroïde de la ceinture principale.

## Description
(27150) Annasante est un astéroïde de la ceinture principale. Il fut découvert le 16 décembre 1998 à Bologne par l'observatoire San Vittore. Il présente une orbite caractérisée par un demi-grand axe de 2,81 UA, une excentricité de 0,11 et une inclinaison de 14,2° par rapport à l'écliptique.

## Compléments